# Настільна книга атеїста
«Настільна книга атеїста» — довідник з атеїзму і релігійних культів, що випускався в СРСР протягом 19 років. Перше видання вийшло у світ в 1968 році, а останнє 9-е — в 1987 році (раніше неодноразово видавався «Супутник атеїста»).
«Настільна книга атеїста» була розрахована на пропагандистів, агітаторів, партійних і радянських працівників, викладачів і студентів вищих і середніх навчальних закладів і всіх, хто цікавиться атеїстичною проблематикою, а також ведуть роботу по атеїстичному вихованню. У підготовці книги взяли участь науковці, викладачі вишів, журналісти, пропагандисти. Вони прагнули створити книгу, яка охоплювала б широке коло питань теорії та практики наукового атеїзму.
Кожне наступне видання містило ряд доповнень порівняно з попередніми виданнями та підготовляли з урахуванням критичних зауважень і побажань, висловлених читачами, а також рецензій в періодичній пресі.

## Зміст
На прикладі дев'ятого видання «Настільної книги атеїста» можна дати загальну характеристику структури видання.
- Перша глава присвячена розвитку ідей атеїзму з древнього світу до наших днів.
- Другий розділ дає огляд релігії в сучасному світі. В ній коротко описана картина поширення різних релігій по земній кулі.
- Третя глава більш докладно розглядає основні релігійні напрямки (християнство (православ'я, католицизм, протестантизм, християнське богослов'я), іслам, юдаїзм і буддизм).
- Четверта і п'ята глави присвячені моралі і культу в християнстві, ісламі, юдаїзмі та буддизмі.
- Шоста глава присвячена релігійній літературі. В ній дається огляд тих священних книг різних релігій, які або зберігають важливе місце в побудовах релігійних систем (Біблія, Коран), або представляють певний літературний та історичний інтерес (Веди, Авеста). Крім того, тут же розглядаються деякі релігійні книги, не відносяться богословами до розряду священних, але грають дуже важливу роль в таких релігіях, як християнство, буддизм (Типітака), юдаїзм (Талмуд).
- Сьома глава розглядає психологію віруючих.
- Восьма — поняття містики в минулому і сьогоденні. У цій главі описується спіритизм, теософія, мантика і чаклунство. У пізніх виданнях був доданий аналіз антропософії і містики в наші дні.
- Дев'ята глава присвячена науковому та релігійному світогляду.
- Десята глава (додана в останніх виданнях) присвячена проблемі співвідношення релігії та мистецтва.
- Заключна, одинадцята глава спочатку називалася «Будівництво комунізму і релігія», але потім була перейменована в «Релігію і атеїзм в умовах соціалізму».

## Автори
«Настільна книга атеїста» випускалася під загальною редакцією акад. С. Д. Сказкіна. У редакційну колегію входили С. Ф. Анісімов, В. Ф. Зыбковец, М. П. Новіков, А. А. Сударіков, В. О. Чертихин, Р. В. Эзрин.